# Karl-Alfred Odin
Karl-Alfred Odin (* 4. Juni 1922 in Leipzig; † 12. Februar 1992 in Hanau) war ein deutscher Theologe, Journalist, unter anderem für Kirchenfragen, und Publizist.

## Leben
Nach Abschluss eines Theologiestudiums war Odin als Politikredakteur einer Nürnberger Zeitung tätig. Von 1953 bis 1961 leitete er die Redaktion Hessen des Evangelischen Pressedienstes (epd). Seit 1961 war er Mitglied der politischen Redaktion der Frankfurter Allgemeinen Zeitung. Neben allgemein politischen Themen widmete er sich besonders der religiösen Entwicklung und Kirchenthemen. Auch besprach er im Laufe seiner Tätigkeit viele christliche und theologische Bücher (z. B. von Dorothee Sölle).
Im Jahr 1983 wurde Odin  Theologischer Ehrendoktor (D.) der Universität Kiel. 1989 war er Preisträger des Stiftungspreises der Stiftung Bibel und Kultur.

## Schriften (Auswahl)
- Die Denkschriften der EKD (Hg.), Neukirchen-Vluyn 1966.
- Kirche in den Medien. Luther, Bielefeld 1979.
- Wie konservativ ist der Protestantismus? in "Was heißt konservativ heute?" Der Monat neue Folge 291, Beltz, 1984, S. 156–164
- Die Antwort der Feste : Sinnzeichen durch das Jahr. Herder, Freiburg 1990.